# Admiral Makarow (Schiff, 1908)
Die Admiral Makarow war ein Panzerkreuzer der Bajan-Klasse der Kaiserlich Russischen Marine. Sie wurde nach dem am 13. April 1904 beim Untergang seines Flaggschiffes Petropawlowsk vor Port Arthur gefallenen Admiral Stepan Ossipowitsch Makarow benannt.

## Vorgeschichte
Nachdem das Typschiff Bajan im Russisch-Japanischen Krieg in Port Arthur versenkt und von den Japanern gehoben worden war, baute man den Schiffsentwurf nur leicht modifiziert weiter. Die 1899–1902 gebaute Bajan war noch mit Harvey-Nickelstahl gepanzert worden, die ab 1905 gebauten Nachbauten erhielten den moderneren Krupp-cemented-Stahl, was bei fast identischer Panzerstärke eine erheblich erhöhte Widerstandsfähigkeit ergab. Im April 1905 wurde der Auftrag für ein neues Schiff an die französische Bauwerft der Bajan vergeben, die gleichzeitig Bauzeichnungen für zwei Nachbauten auf russischen Werften zur Verfügung stellte.
Die Admiral Makarow unterschied sich anfangs von den russischen Nachbauten Pallada und Bajan durch einen Zentralmast. Dieser wurde vor dem Ersten Weltkrieg entfernt und durch zwei Masten ersetzt. Während des Krieges erhielt sie für ihre Verteidigungsaufgaben in der Rigaer Bucht noch ein drittes 20,3-cm-Geschütz mit Schutzschild zwischen den Schornsteinen und dem hinteren Mast.

## Einsätze

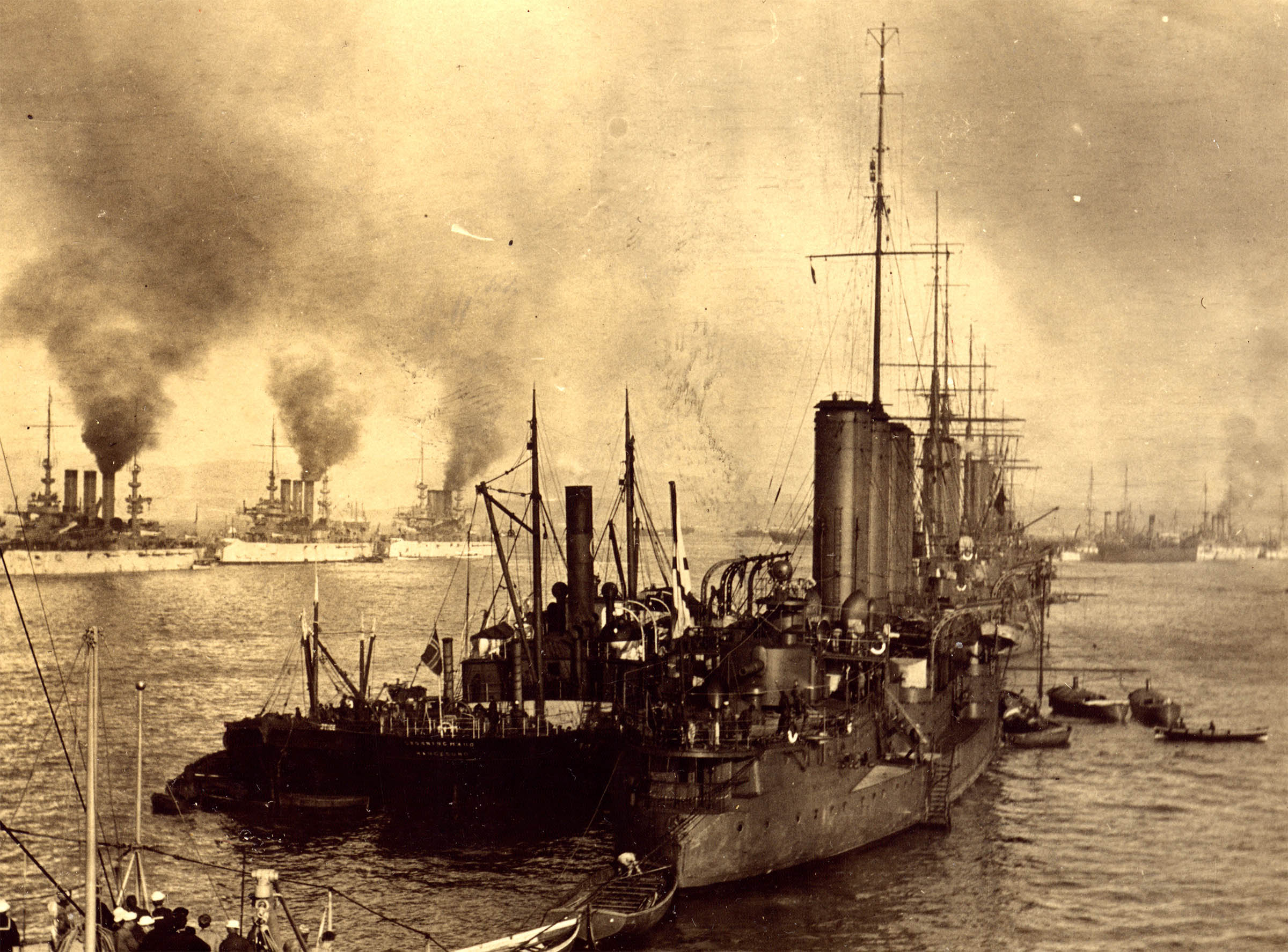
Admiral Makarow Februar 1909 in Gibraltar mit Schiffen der Baltischen Flotte

Am 28. Dezember 1908 befand sich die Admiral Makarow mit einem Schulschiffsverband unter Konteradmiral Wladimir Iwanowitsch Litwinow in Augusta (Sizilien), als es im nahen Messina zu einem sehr schweren Erdbeben kam. Sie lief mit den Linienschiffen Slawa und Zessarewitsch sofort mit Höchstfahrt nach Messina. Dort bebte die Erde weiterhin, so dass die Schiffe keine Anker ausbringen konnten, und die Russen setzten Teile ihrer Besatzungen an Land, um nach Verschütteten zu suchen. Bereits am Mittwoch, dem 30. Dezember, lief die Admiral Makarow mit 685 Verletzten in den Hafen von Neapel ein. Sie übernahm Medikamente und Versorgungsgüter und kehrte nach Messina zurück, um dieses schon am 1. Januar abends zu einer erneuten Evakuierungsfahrt zu verlassen. Nach und nach trafen Kriegsschiffe vieler Nationen im Katastrophengebiet ein, um die Rettungsarbeiten zu unterstützen.

### Kriegseinsatz in der Ostsee
Die Admiral Makarow diente im Ersten Weltkrieg in der Baltischen Flotte. Die russischen Kreuzer liefen als Deckungsgruppen für Minenleger mehrfach weit in die Ostsee. Nach dem Verlust des Schwesterschiffes Pallada mussten sie von Zerstörergruppen zur U-Bootsicherung begleitet werden. Als Flaggschiff der 1. Kreuzerbrigade von Konteradmiral Michail Bachirew nahm die Admiral Makarow am 2. Juli 1915 am sogenannten Gotland-Raid mit dem Schwesterschiff Bajan und den Geschützten Kreuzern Bogatyr und Oleg teil, die auf dem Weg zur ostpreußischen Küste auf einen deutschen Minenlegerverband auf dem Rückmarsch traf. In dem folgenden Artillerieduell wurde der deutsche Minenkreuzer Albatross so schwer beschädigt, dass er brennend an der ostgotländischen Küste bei Ostergarn auf Strand gesetzt werden musste. Der Kleine Kreuzer Augsburg konnte entkommen, da sich die russischen Einheiten auf die Albatross konzentrierten. Der Große Kreuzer Roon erschien erst spät auf dem Kampfplatz und griff die bereits abziehenden russischen Kreuzer an. Er erzielte einen Treffer auf der Bajan, der aber keinen großen Schaden anrichtete.

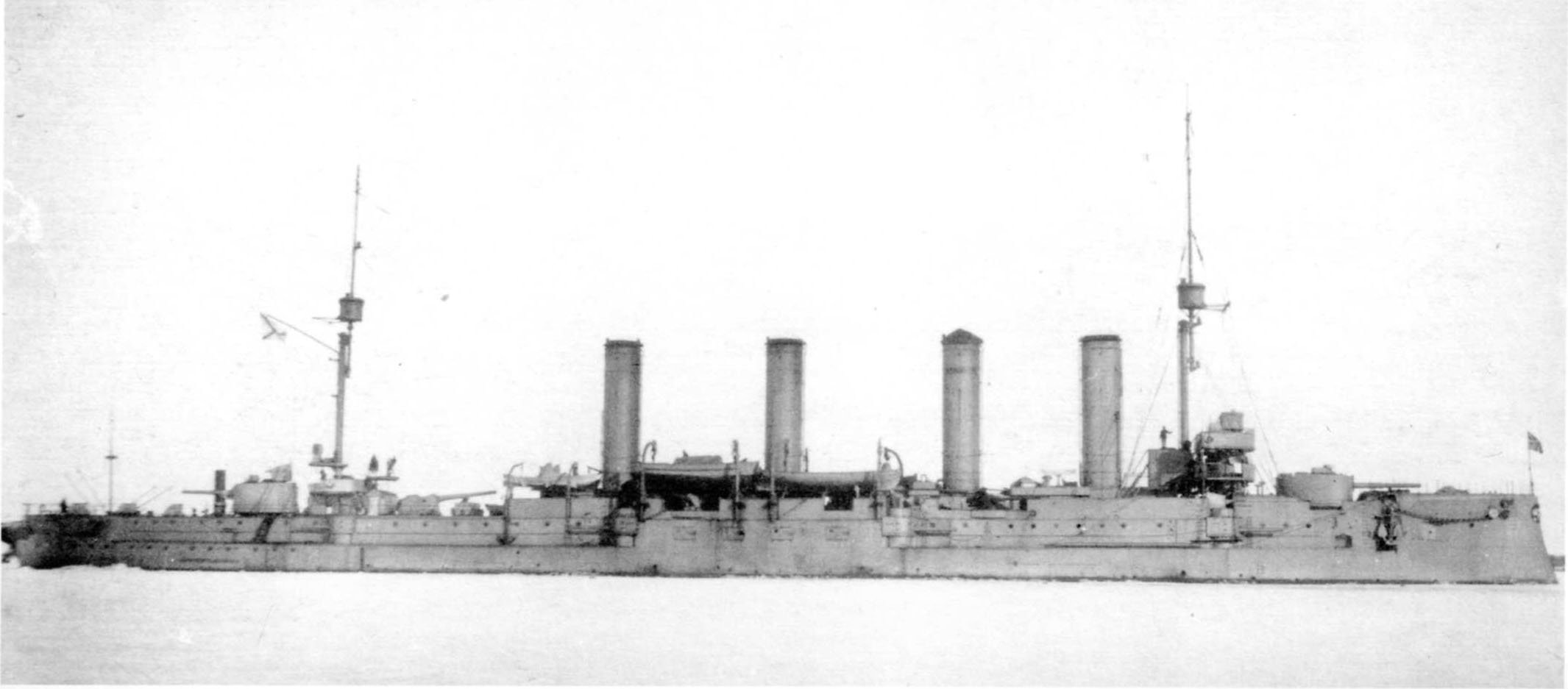
Admiral Makarow mit zusätzlichem schweren Geschütz zwischen Schornsteinen und zweitem Mast

1916 gehörte die Admiral Makarow zu den Teilen der russischen Flotte, die die Rigaer Bucht verteidigten. Später war sie an der Schlacht im Moonsund am 17. Oktober 1917 beteiligt, wo sie nach dem Angriff der Deutschen aus Reval kommend eingetroffen war, um noch die Abwehr an der Irbenstraße zu verstärken.
Vom 25. bis 27. Januar 1918 verlegte sie von Reval nach Helsingfors und nahm dann am Eismarsch der Baltischen Flotte im April 1918 nach Kronstadt teil. Am 7. September 1918 wurde sie außer Dienst gestellt. Im Juli 1921 diente sie dem Flottenstab in Petrograd nochmals als Hauptquartier.

### Endschicksal
Am 15. August 1922 wurde die Admiral Makarov an die deutsch-sowjetische Gesellschaft „Derumetall“ verkauft, im Herbst nach Deutschland geschleppt und dort abgewrackt. Sie wurde am 21. November 1925 offiziell von der Flottenliste der sowjetischen Marine gestrichen.

## Schwesterschiffe
- Bajan (I): Kiellegung im Februar 1899 bei Forges & Chantiers, La Seyne, Frankreich; 12. Juni 1900, in Dienst August 1902, versenkt am 8. Dezember 1904 in Port Arthur; von Japanern gehoben und als Aso in Dienst gestellt; 1932 als Zielschiff versenkt.
- Pallada: Kiellegung im August 1905 bei der Neuen Admiralitätswerft Sankt Petersburg; Stapellauf am 10. November 1906; in Dienst am 21. Februar 1911; am 11. Oktober 1914 durch deutsches U-Boot U 26 in der Ostsee versenkt.
- Bajan (II): Kiellegung am 22. August 1905 bei der Neuen Admiralitätswerft Sankt Petersburg; Stapellauf am 2. August 1907; in Dienst am 30. November 1911; abgewrackt 1922 in Stettin.